# 尤魯
尤魯（1498年—1557年），字懋宗，號西村，南直隸常州府無錫縣人，民籍。嘉靖十一年壬辰科進士。明朝政治人物，嘉靖壬辰進士。

## 生平
十月二十三日生，行一，治《詩經》，由國子生中式嘉靖四年（1525年）乙酉科應天府鄉試第六十三名舉人，年三十五歲中式嘉靖十一年（1532年）壬辰科會試第二百三名，第三甲第十三名进士。工部观政，授行人司行人，十三年十二月選授刑科給事中，十五年三月升户科右，五月赴四川覆核钱粮，十二月升户科左，十六年六月升工科都給事中，十九年八月遷任順天府府丞，二十年四月因宗庙发生火灾，被罢免官职。

## 家族
曾祖尤億；祖尤煥，號雪蓬；父尤基，字惟德，號居素，封户科右给事中；母周氏；繼母陸氏。具慶下，妻張氏，弟訥；質，子紹芳；紹昌。
弟尤質，字茂先，號九龍山人，太学生。